# Thame (rivière)
Pour les articles homonymes, voir Thame (homonymie).
La Thame est un affluent de la Tamise, en Angleterre.

## Géographie
Elle prend sa source dans l'Aylesbury Vale (Buckinghamshire) sur le versant nord des Chilterns, arrose Thame et Dorchester avant de se jeter dans l'Isis vers Benson Lock pour former la Tamise après un cours de 65 km.
C'est d'ailleurs la contraction du nom de ces deux rivières « Thame-Isis » qui a donné le latin Tamesis, puis Tamise.
Son nom est prononcé [ˈtɛɪm], identique avec la Tame.